# François Mahé
François Mahé (Trévières-Arradon, 2 september 1930 – 31 mei 2015) was een Frans wielrenner.
Hij was beroepswielrenner van 1950 tot 1965. Zijn beste prestatie was de tweede plaats in het eindklassement van de Ronde van Spanje in 1961, waarin hij tevens twee etappezeges op zijn naam bracht. In 1953 was hij een dag drager van de gele trui in de Ronde van Frankrijk. Ook wist hij in 1954 een etappe te winnen in de Ronde van Frankrijk.
François Mahé was de oudere broer van Joseph Mahé, die vooral uitblonk in de cyclocross.

## Belangrijkste overwinningen en ereplaatsen
1951
- 1e in het eindklassement Tour du Calvados
- 2e in 3e etappe Parijs - Nice
- 3e in Parijs-Roubaix

1953
- 1e in de 10e etappe deel b Tour d'Afrique du Nord

1954
- 2e in de Ronde van Vlaanderen
- 1e in de 4e etappe Parijs - Nice
- 2e in de 7e etappe Ronde van Frankrijk
- 3e in de 4e etappe Ronde van Frankrijk, tijdrit
- 1e in de 21e etappe Ronde van Frankrijk

1956
- 3e in het eindklassement Parijs-Nice

1957
- 1e in 1e etappe Ronde van Luxemburg
- 3e in Bordeaux-Parijs
- 1e in de 3e etappe Ronde van Frankrijk, ploegentijdrit
- 3e in de 7e etappe Ronde van Frankrijk

1958
- 3e in het eindklassement Midi Libre
- 3e bij het Nationaal Kampioenschap op de weg, elite
- 3e in Parijs-Tours

1959
- 2e in het eindklassement Midi Libre
- 3e in GP Stan Ockers
- 1e in de 4e etappe Tour de Champagne
- 3e in de 10e etappe Ronde van Frankrijk
- 5e in het eindklassement Ronde van Frankrijk

1960
- 2e in het eindklassement Parijs-Nice
- 2e in de 1e etappe Tour de Champagne
- 3e in het eindklassement Tour de Champagne
- 2e in Bordeaux-Parijs

1961
- 1e in de 5e etappe Dauphiné Libéré
- 3e in de 6e etappe Dauphiné Libéré
- 3e in het eindklassement Dauphiné Libéré
- 2e in Parijs-Camembert
- 1e in de 2e etappe Ronde van Spanje
- 1e in de 14e etappe  Ronde van Spanje
- 2e in het eindklassement Ronde van Spanje

1962
- 2e in Bordeaux-Parijs
- 2e in de 2e etappe deel b Midi Libre

1964
- 3e in de Tour de Haute-Loire
- 2e in de 2e etappe Critérium International
- 2e in Henninger Turm
- 9e in de Waalse Pijl

## Resultaten in voornaamste wedstrijden
| Jaar | Ronde van Italië | Ronde van Frankrijk | Ronde van Spanje |
| ---- | ---------------- | ------------------- | ---------------- |
| 1952 |                  |                     |                  |
| 1953 |                  | 10e                 |                  |
| 1954 |                  | 15e (2)             |                  |
| 1955 |                  | 10e                 |                  |
| 1956 |                  | opgave              |                  |
| 1957 |                  | 11e                 |                  |
| 1958 |                  | opgave              | 11e              |
| 1959 |                  | 5e                  |                  |
| 1960 |                  | 14e                 |                  |
| 1961 |                  | opgave              | ↑ (2)            |
| 1962 |                  | 20e                 |                  |
| 1963 |                  | 19e                 |                  |
| 1964 |                  | opgave              |                  |
| 1965 |                  | 43e                 |                  |

| Jaar | Milaan-San Remo | Ronde van Vlaanderen | Parijs-Roubaix | Ronde van Lombardije | Parijs-Tours | Bretagne Classic | Rund um den Henninger-Turm |  | Wereldranglijsten |
| ---- | --------------- | -------------------- | -------------- | -------------------- | ------------ | ---------------- | -------------------------- |  | ----------------- |
| 1952 |                 |                      | ↑              |                      |              | Zilver           |                            |  |                   |
| 1953 |                 | 27e                  |                |                      |              |                  |                            |  |                   |
| 1954 |                 | ↑                    |                |                      |              |                  |                            |  |                   |
| 1955 |                 |                      |                |                      |              |                  |                            |  |                   |
| 1956 |                 |                      | 24e            |                      | 41e          |                  |                            |  |                   |
| 1957 | 74e             | 21e                  | 11e            |                      |              |                  |                            |  |                   |
| 1958 | 10e             |                      |                | 57e                  | Brons        |                  |                            |  |                   |
| 1959 |                 |                      | 40e            |                      | 45e          |                  |                            |  | 7e (SPP)          |
| 1960 | 11e             | 20e                  |                |                      | 14e          |                  |                            |  | 9e (SPP)          |
| 1961 | 30e             | 24e                  | 28e            |                      | 70e          |                  |                            |  |                   |
| 1962 |                 | 31e                  | 23e            |                      | 47e          |                  |                            |  |                   |
| 1963 |                 | 27e                  | 47e            |                      |              |                  |                            |  |                   |
| 1964 | 67e             | 36e                  | 26e            |                      |              |                  | Zilver                     |  |                   |
| 1965 |                 | 34e                  |                |                      |              |                  |                            |  |                   |